# Альдеа-дель-Рей
Альдеа-дель-Рей (ісп. Aldea del Rey) — муніципалітет в Іспанії, у складі автономної спільноти Кастилія-Ла-Манча, у провінції Сьюдад-Реаль. Населення — 2003 особи (2010).
Муніципалітет розташований на відстані близько 190 км на південь від Мадрида, 28 км на південь від Сьюдад-Реаля.

## Демографія
Динаміка населення (INE ):